# Peter Wilson (strzelec)
Peter Robert Russell Wilson (ur. 15 września 1986 w Dorchester) – brytyjski strzelec sportowy, mistrz olimpijski. 
Złoty medalista igrzysk olimpijskich w Londynie w 2012 roku w konkurencji trap podwójny. Jest również mistrzem Europy juniorów w tej konkurencji z 2006 i wicemistrzem Europy z 2010 roku.